# Pardosa algina
Pardosa algina este o specie de păianjeni din genul Pardosa, familia Lycosidae. A fost descrisă pentru prima dată de Chamberlin, 1916.
Este endemică în Peru. Conform Catalogue of Life specia Pardosa algina nu are subspecii cunoscute.